# شومینه
شومینه یا هیمه سوز ساختاری معماری درون دیوار برای نگه‌داشتن آتش و سیستم گرمایشی است که به منظور گرمادهی، و به خصوص در قرون پیشین به‌منظور پخت‌وپز به کار می‌رفته است. آتش در مجمر یا آتش‌دان قرار می‌گیرد؛ گازها و ذرات ناشی از آتش، از طریق دودکش یا لوله‌هایی خارج می‌شوند. شومینه‌ها از امکانات مرکزی خانگی هستند، چراکه شعله‌ها و صدای ترق‌وتروق‌شان آرام‌بخش است، حتی هنگامی که بدان‌ها برای گرما یا پخت‌وپز نیاز نباشد. طاقچهٔ بالای شومینه‌ها کانون توجه دکوراسیون داخلی است، زیرا برخلاف گذشته حال طراحی شومینه جز مهم‌ترین بخش‌های آن است که این وسیله را لایق قرارگیری در بین وسایل دکوراسیون قرار می‌دهد.
شومینه های دیواری از قدیم برای صرفه جویی در فضا و ایجاد نمایی زیبا و پر کردن نمای دیوارهای بزرگ و خالی بسیار مفید هستند.

## تاریخچه
تاریخچه شومینه به عنوان یکی از عوامل مهم در تاریخ معماری و رفاه بشری، به قدمتی بسیار دیرینه برمی‌گردد، شاید حتی بتوان گفت به عصر حجر! شومینه‌ها از زمان‌های باستانی تا به امروز تکامل کرده‌اند و به عنوان یکی از نمادهای زیبایی و راحتی در منازل شناخته می‌شوند. شومینه‌ها در ابتدا به عنوان منبع گرمایی و آشپزی در زمان‌های گذشته استفاده می‌شدند. در آن زمان خبری از مواد مدرن و طراحی‌های خیر کننده نبود و از سنگ‌ها و خاک‌های مختلف برای ساخت شومینه‌ها استفاده می‌شد؛ آخرین چیزی هم که در مورد شعله شومینه و خرید شومینه اهمیت داشت طراحی دکوراتیو آن بود!. در طول زمان، شومینه‌ها به شکل و طراحی‌های مختلفی تغییر کردند و از موادی مانند سنگ، آجر و آهن ساخته می‌شدند. در قرن ۱۷ و ۱۸، با پیشرفت فناوری و معماری، شومینه‌ها به طراحی‌های مدرن‌تر و عملکرد بهتری دست یافتند. سیستم‌های جدیدی برای انتقال حرارت و دود ایجاد شد و شومینه‌ها به شکلی کارآمدتر و ایمن‌تر ساخته می‌شدند. در دوره صنعتی، با پیدایش سیستم‌های گرمایش مرکزی، استفاده از شومینه‌ها کاهش یافت. اما با گذر زمان، شومینه‌ها به عنوان یک عنصر دکوراتیو و نمادی از گذشته، محبوبیت خود را بازیابی کردند. اکنون نیز گرچه بسیاری برای ایجاد گرما وسایل برقی همچون شوفاژ را ترجیح می‌دهند، اما هنوز این رقیب کهنه‌کار از دور خارج نشده است.
در پارسی به شومینه، «هیمه‌سوز» می‌گویند.

## انواع شومینه

#### شومینه با سوخت الکل
شومینه‌های الکل سوز نسل جدیدی از محصولات مدرن دکوراتیو، فانتزی و لوکس می‌باشند که با ایجاد شعله‌هایی طبیعی، نامنظم و چشمگیر فضای آرامبخش و زیبایی را برای شما مهیا می‌سازند. این نوع از محصولات دکوراسیون علاوه بر تزئین محیط منزل، به دلیل تنوع گسترده در نوع سوخت مورد استفاده، قابلیت ایجاد حرارت ملایم و امکان لذت بردن از این شعله‌ها را در تمامی فصل‌های سال برای مصرف‌کننده به ارمغان می‌آورد. به دلیل تنوع در سوخت‌های الکلی می‌توان کاربری‌های متفاوتی مانند گرمای کم و شعله تزئینی در تابستان یا ایجاد حرارت مطلوب و مکمل در زمستان، استفاده در فضای بیرونی و داخلی، شعله رنگین و سایر موارد را از آن‌ها انتظار داشت. کاربری اصلی شومینه‌های الکلی، تأمین گرمای محیط نبوده و این شومینه‌ها قالبا جنبهٔ دکوری دارند اما با ایجاد تغییراتی در آن‌ها می‌توان گرمای مناسبی را از آن‌ها انتظار داشت
استفاده از نقش و نگارهای مختلف شومینه و هماهنگی با دکوراسیون موجب چنین پیشرفتی شده‌اند. حتی امروزه با سرامیک‌هایی نسوز، چوب مصنوعی نیز به تزیین ظاهری شومینه اضافه شده تا در صورت استفاده از سوخت‌های غیر از چوب، جنبهٔ ظاهری شومینه حفظ گردد. همچنین دودکش شومینه در مواردی حذف می‌شود یا به شکل مستتر و پنهان نصب می‌شود و در فضاهایی که ممکن باشد، اتفاقاً نقش آن را برجسته می‌کنند و از وجود آن برای زیباتر کردن شومینه بهره می‌برند. شومینه‌های الکلی (که گاه از آن‌ها به شومینه‌های اتانولی، الکل سوز، ژل و بایو یاد می‌شود) به دلیل فرایند سوختی پاک و عدم نیاز به دودکش، نصب سریع و آسان، تنوع بسیار زیاد و همچنین ایمنی مطلوب بسیار محبوب هستند، به گونه‌ای که در غالب ژورنال‌های معتبر دکوراسیون داخلی نمونه‌ای از آن‌ها به چشم می‌خورد.
همچنین شومینه اتانولی، علاوه بر دارا بودن شعله طبیعی، مشکلات شومینه‌های سنتی (از قبیل اشغال فضا، قابلیت استفاده منحصراً در فصل‌های سرد سال، خطر خفتگی یا گاز گرفتگی و هزینه‌های بالای نصب و نگهداری) را نداشته و با داشتن ظاهری مدرن جایگاه ویژه‌ای در دکوراسیون خانه‌های مدرن امروزی پیدا کرده‌اند.
با به کار آمدن شومینه‌های جدید و به روز شده در فرهنگ امروزی، این نوع شومینه‌ها علاوه بر گرمادهی جنبه تزیئنی نیز پیدا کرده‌اند و در بین افراد جامعه خواستار بسیار زیادی دارند.
برخی از شومینه‌های به روز شده می‌توانند فقط نمایش شعله بدون گرما را اجرا کنند و حس زیبای آتش را به محیط ببخشند یا به عبارتی به صورت چهار فصل عمل کنند.

#### شومینه الکل سوز
این نوع شومینه به صورت رومیزی به کار گرفته می‌شود و می‌توان با استفاده از اتانول آن را روشن کرده و استفاده نمود.

#### شومینه ژل سوز
در این نوع شومینه از ژل‌های الکلی به عنوان سوخت استفاده می‌شود و شعله بسیار زیبای خود را به نمایش می‌گذارد. این نوع شومینه هم به صورت رومیزی به کار گرفته می‌شود.

#### شومینه برقی فلت
یکی از انواع شومینه‌ها را که می‌توان به صورت چهار فصل استفاده کرد شومینه برقی فلت می‌باشد و این نوع شومینه با قابلیت عمل کردن در چهار فصل سال، خواستار بسیار زیادی دارد.
شومینه برقی دو طرفه یا کنج
شومینه‌های برقی دو طرفه به صورت ال شکل به کار می‌روند و می‌توان این شومینه را در گوشه ای از اتاق یا سالن پذیرایی به کار گرفت.

#### شومینه برقی سه طرفه
شومینه‌های برقی سه طرفه می‌توانند با زیبایی خود چشم هر بیننده ای را به خود خیره کرده و زیبایی خود را از هر سه طرف به رخ بکشند.
از این شومینه می‌توان در وسط سالن یا ستون‌های مزاحم وسط سالن پذیرایی استفاده کرد.

#### شومینه برقی ایستاده
از این نوع شومینه می‌توان برای فضا‌های کوچک استفاده کرد و یک آتش کوچک را به محیط اطراف منزل بخشید.
شومینه برقی سه بعدی (3D)
برای این شومینه از هیزم‌های طبیعی استفاده می‌شود و می‌تواند طبیعی بودن شومینه را چند برابر کند.
شومینه برقی طرح سنگ
در این نوع شومینه به جای هیزم از سنگ‌های سفید رنگ استفاده می‌شود و این سنگ‌ها نمای بسیار زیبایی را به شعله می‌دهند.

#### انواع مارک شومینه برقی شومینه برقی اچ بی
شومینه برقی اچ بی دارای هشت رنگ متفاوت و شانزده رنگ ترکیبی می‌باشد که می‌توان با کنترل از راه دور یا صفحه تاچ لمسی رنگ‌ها را تغییر داد. این نوع شومینه در طرح‌های مختلف قابل ساخت می‌باشد و می‌توان در هر اندازه ای آن را سفارش داد.

#### شومینه برقی دیمپلکس
شومینه‌های برقی دیمپلکس با طراحی‌های جدید و به روز ساخته شده‌اند که همانند یک قاب در داخل دیوار به کار گرفته می‌شوند و در پشت این قاب، هیزم‌ها و رنگ‌های شعله نمایان هستند.

#### انواع شومینه گازی مدرن
شومینه‌های گازی مدرن انواع مختلفی دارند که می‌توان آن‌ها را به صورت فلت، دوطرفه یا سه طرفه اجرا کرد و این نوع شومینه‌ها به صورت دیواری در داخل دیوار به کار گرفته می‌شوند و حرارت بسیار زیادی را می‌توانند به محیط اطراف ایفا کنند.

#### شومینه معلق
یکی از محبوب‌ترین و زیباترین نوع شومینه‌های گازی مدرن، شومینه معلق می‌باشد که با زیبایی و کارایی منحصر به فرد خود می‌تواند دکوراسیون را به لاکچری‌ترین حالت ممکن تبدیل کند و این نوع شومینه مستقیم از سقف قابل اجرا می‌باشد.

#### شومینه بخاری
از بین بخاری‌های گازسوز می‌توان به زیبایی شومینه بخاری اشاره کرد که این نوع شومینه همانند بخاری با مشعل خطی به کار گرفته شده است.
انواع شومینه چوب سوز
شومینه هیزمی یا سنتی
از قدیمی‌ترین نوع شومینه‌ها می‌توان به شومینه‌های هیزم سوز سنتی اشاره کرد که برای راه اندازی این شومینه از چوب به عنوان سوخت برای حرارت و گرما استفاده می‌شد.

#### شومینه چدنی
جنس این شومینه از چدن خالص به کار گرفته می‌شود که در برابر حرارت و گرمایش بالا بسیار مقاوم است. این نوع شومینه به راحتی قابل جابجایی می‌باشد.

#### شومینه کلاسیک برقی
در داخل این شومینه از کوره برقی استفاده می‌شود و این نوع شومینه برای مکان‌هایی مناسب می‌باشد که به گرمایش زیادی نیاز ندارند.
شومینه کلاسیک گازی
برخلاف شومینه کلاسیک برقی، این نوع شومینه برای مکان‌هایی که به گرمایش نیاز دارند بسیار مناسب هستند و می‌توانند محیط اطراف خود را به‌طور کامل گرم کنند.
لازم است ذکر شود که شومینه‌های کلاسیک برقی و گازی را می‌توان متناسب با طراحی دکوراسیون داخلی طراحی و اجرا کرد.

#### شومینه دیواری توکار
شومینه‌های دیواری توکار، شومینه‌هایی هستند که در داخل دیوار به کار گرفته می‌شوند و می‌توانند با کم‌ترین فضای اشغالی بیشترین بهره را بدهند.

#### شومینه دیواری شیشه ای
این نوع شومینه‌ها به جای آجر و سنگ یا مصالح بنایی، از شیشه ساخته می‌شوند که در داخل کوره این شومینه از هیزم استفاده شده و نمای روی این شومینه تمام شیشه می‌باشد.

#### شومینه رومیزی توکار
شومینه‌های رومیزی به صورت توکار اجرا می‌شوند و این نوع شومینه به نوعی خود را نشان می‌دهد که یک صفحه صاف در داخل میز طراحی شده است و می‌توان شومینه رومیزی توکار را به صورت الکلی، ژل سوز و گازی استفاده کرد.

## نگارخانه

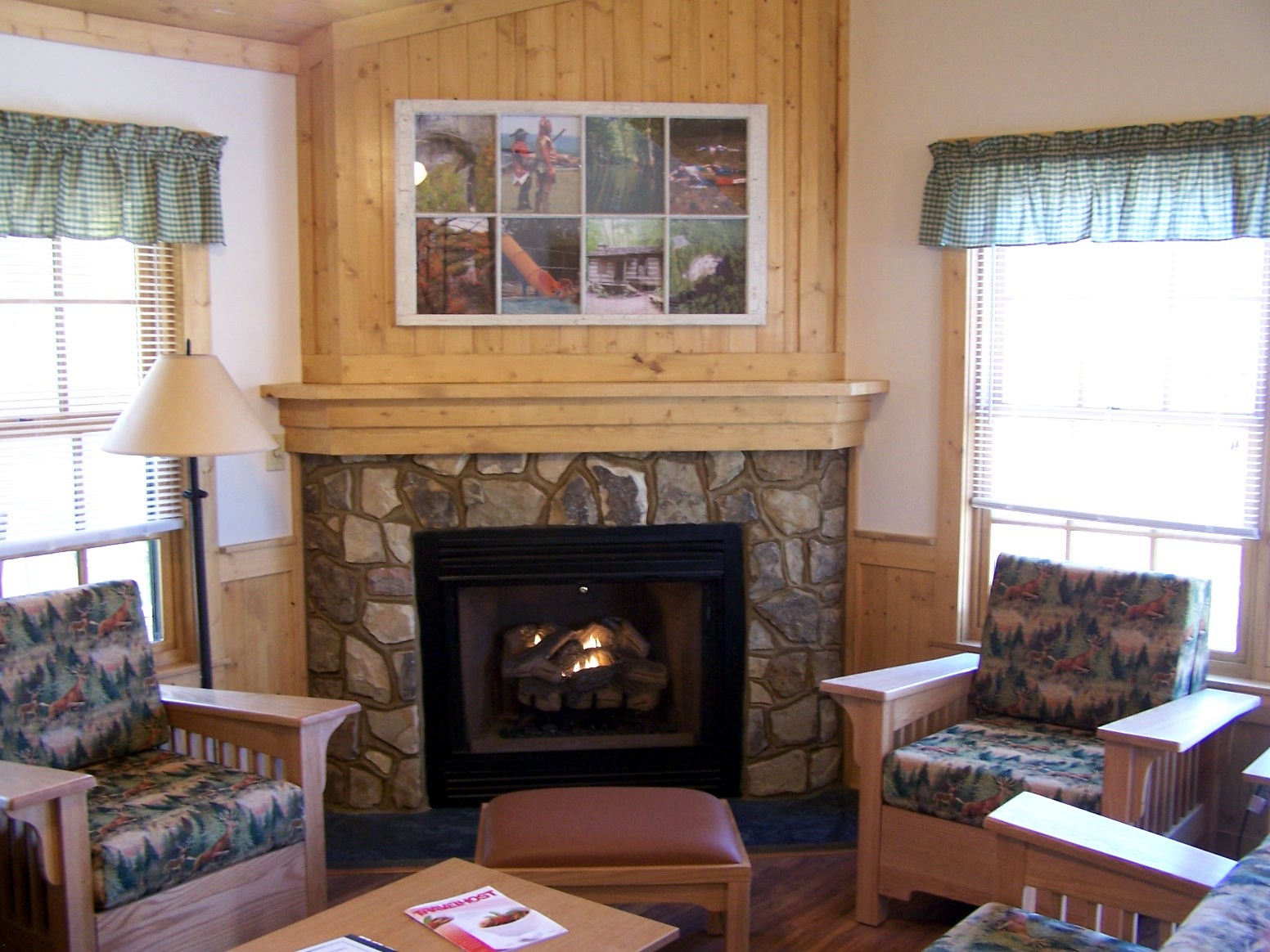
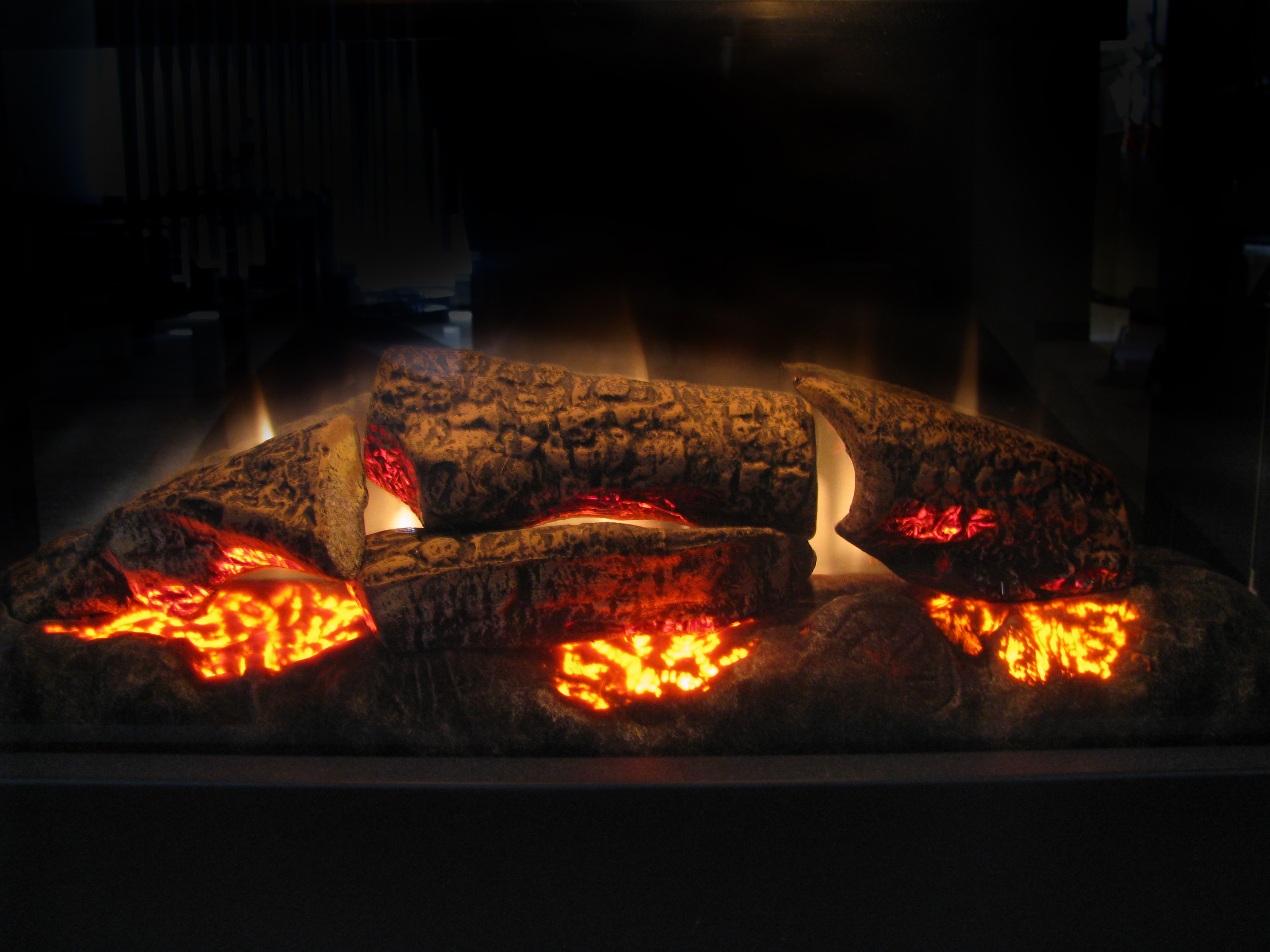